# 豊田西バイパス

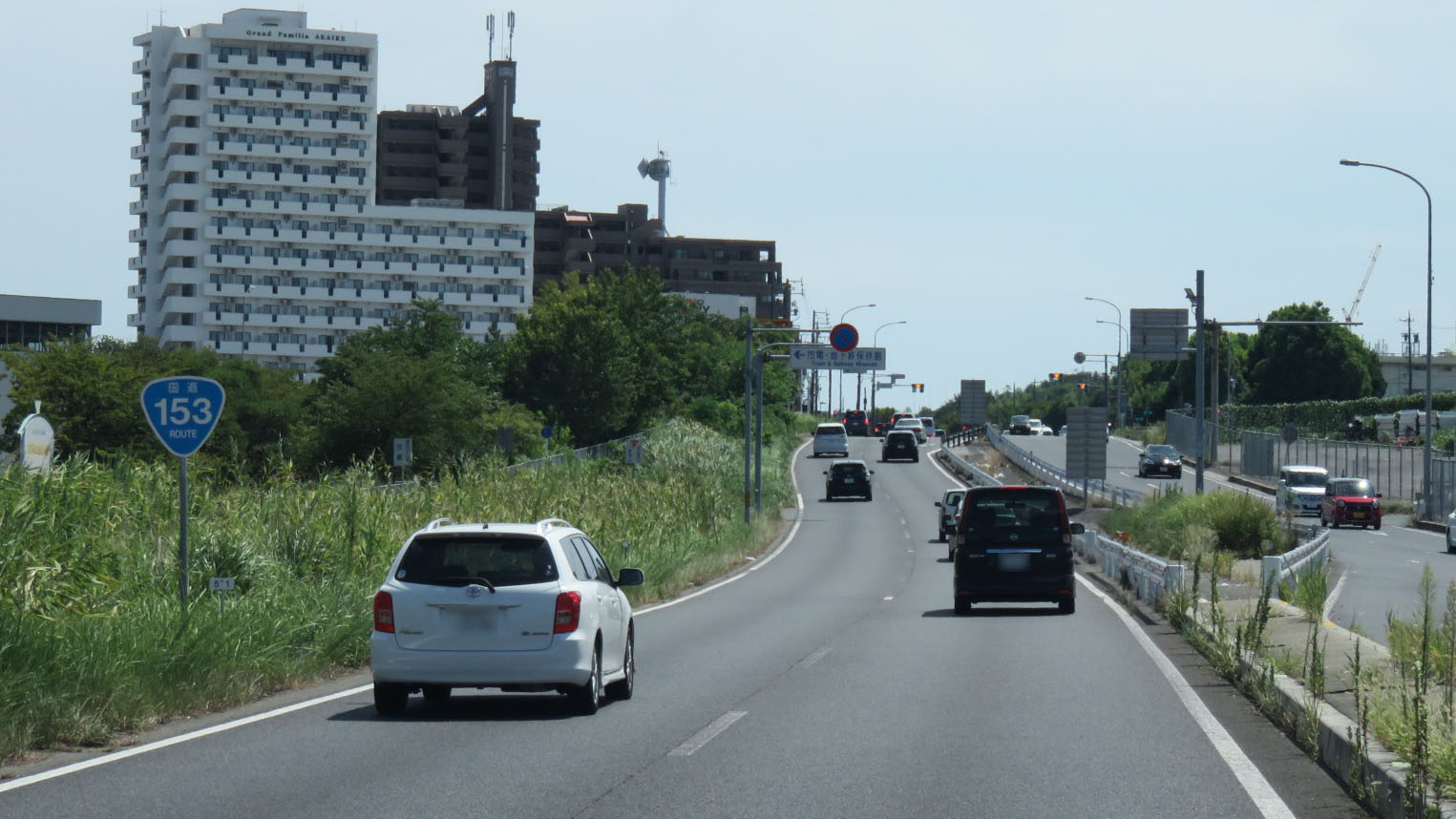
豊田西バイパス
愛知県日進市浅田町

豊田西バイパス（とよたにしバイパス）は、愛知県名古屋市天白区から同県豊田市東新町に至る総延長13.3 kmの国道153号バイパスである。

## 概要
国道153号豊田西バイパスは、豊田都市圏と名古屋都市圏を直接結び、豊田外環状の放射道路として機能する道路である。2020年現在、すべての区間が暫定4車線で開通している。渋滞の原因となっていた暫定2車線区間は、2006年12月に4車線拡幅が全線で完成したため解消され、スムーズな走行が可能になった。最終的に全線6車線化を予定している。

### 路線データ
- 起点 : 愛知県名古屋市天白区天白町
- 終点 : 愛知県豊田市東新町
- 総延長 : 13.3 km
- 道路規格 : 第4種第1級
- 設計速度 : 60 km/h
- 道路幅員 : 36.0 m - 53.5 m
- 車線幅員 : 3.5 m
- 車線数 : 暫定4車線・完成6車線
- 全体事業費 : 316億円
- 計画交通量 : 77,200台/日

## 地理

### 通過する自治体
- 愛知県
  - 名古屋市天白区
  - 日進市
  - 愛知郡東郷町
  - みよし市
  - 豊田市

### 交差する道路
- 交差する道路の特記がないものは市町道。

| 交差する道路                         | 交差する道路                        | 交差する場所   | 交差する場所       | 名古屋から （km） |
| ------------------------------------ | ----------------------------------- | -------------- | ------------------ | ----------------- |
| 国道153号（名古屋市中心部方面）      |                                     |                |                    |                   |
| 国道302号（名古屋環状2号線）         | 国道302号（名古屋環状2号線）        | 名古屋市天白区 | 天白高校東         |                   |
| 愛知県道221号岩崎名古屋線            | 愛知県道221号岩崎名古屋線           | 日進市         | 梅森西             |                   |
| 愛知県道58号名古屋豊田線（飯田街道） |                                     | 日進市         | 赤池2北            |                   |
|                                      | 愛知県道58号名古屋豊田線            | 日進市         | 赤池2              |                   |
| -                                    | 愛知県道219号浅田名古屋線           | 日進市         | -                  |                   |
| 愛知県道218号和合豊田線              |                                     | 愛知郡東郷町   | 牛廻間             |                   |
| 愛知県道57号瀬戸大府東海線           | 愛知県道57号瀬戸大府東海線          | 愛知郡東郷町   | 知々釜南・知々釜北 |                   |
| 愛知県道36号諸輪名古屋線             | 愛知県道233号岩作諸輪線（挙母街道） | 愛知郡東郷町   | 北山台5            |                   |
| 愛知県道54号豊田知立線（バイパス）   | 愛知県道54号豊田知立線（バイパス）  | 愛知郡東郷町   | 福田橋南           |                   |
| 愛知県道54号豊田知立線               | 愛知県道54号豊田知立線              | みよし市       | 三好前田           |                   |
| 愛知県道234号みよし沓掛線            | -                                   | みよし市       | 東山台             |                   |
| 愛知県道232号鴛鴨みよし線            | 愛知県道232号鴛鴨みよし線           | みよし市       | 打越IC（打越百々） |                   |
| 愛知県道218号和合豊田線              |                                     | 豊田市         | 西新町7            |                   |
| 愛知県道284号宮上知立線              | 愛知県道284号宮上知立線             | 豊田市         | 本新町5            |                   |
| 国道155号（豊田南バイパス）          | 国道155号（豊田南バイパス）         | 豊田市         | 東新町             |                   |
| 愛知県道491号豊田環状線（元町通り）  | 愛知県道491号豊田環状線（元町通り） | 豊田市         | 東新町2            |                   |
| 国道153号（豊田東西線）              |                                     |                |                    |                   |

## 歴史
※開通日時は『2019年度 名四国道事務所事業概要』による。
- 1966年度（昭和41年度） : 名古屋市天白区天白町植田 - 名古屋市・日進市境 （0.7km）都市計画決定
- 1967年度（昭和42年度） : 事業化
- 1970年度（昭和45年度） : 名古屋市・日進市境 - 東郷町・三好町（現・みよし市）境 （7.6km）都市計画決定
- 1971年度（昭和46年度） : 用地買収に着手
- 1972年度（昭和47年度） : 東郷町・三好町（現・みよし市）境 - 豊田市東新町 （5.0km）都市計画決定
- 1973年度（昭和48年度） : 着工
- 1980年（昭和55年）12月17日 : 名古屋市天白区天白町植田 - 日進市浅田町 （3.2km）暫定2車線で供用開始
- 1986年（昭和61年）
  - 03月07日 : 愛知郡東郷町大字和合 - 愛知郡東郷町北山台 （2.0km）暫定2車線で供用開始
  - 10月30日 : 日進市浅田町 - 愛知郡東郷町大字和合 （2.1km）暫定4車線で供用開始
- 1987年（昭和62年）
  - 02月17日 : 愛知郡東郷町北山台 - 西加茂郡三好町大字三好字油田（現・みよし市三好町油田）（1.9km）暫定2車線で供用開始
  - 04月01日 : 西加茂郡三好町大字三好字油田（現・みよし市三好町油田） - 西加茂郡三好町東山台（現・みよし市東山台） （0.7km）暫定2車線で供用
- 1990年（平成02年）
  - 03月16日 : 豊田市西新町 - 豊田市東新町（1.0km）暫定4車線で供用開始
  - 03月20日 : 西加茂郡三好町東山台（現・みよし市東山台） - 豊田市西新町（2.4km）暫定2車線で供用開始、これにより全区間暫定供用開始
- 1991年（平成03年）03月23日 : 名古屋市天白区天白町植田 - 日進市浅田町（3.2km）4車線化完成
- 1993年（平成05年）12月20日 : 愛知郡東郷町大字和合 - 愛知郡東郷町北山台 （2.0km）4車線化完成
- 1995年（平成07年）10月04日 : 愛知郡東郷町北山台 - 西加茂郡三好町大字三好字油田（現・みよし市三好町油田） （1.9km）4車線化完成
- 1997年（平成09年）08月22日 : 西加茂郡三好町大字三好字油田（現・みよし市三好町油田） - 西加茂郡三好町東山台（みよし市東山台） （0.7km）4車線化完成
- 2000年（平成12年）03月28日 : 西加茂郡三好町東山台（現・みよし市東山台） - 西加茂郡三好町大字打越（現・みよし市打越町） （1.4km）4車線化完成
- 2006年（平成18年）12月05日 : 西加茂郡三好町大字打越（現・みよし市打越町） - 豊田市西新町 （1.0km）4車線化完成。これにより対面通行区間は解消
- 2014年（平成26年）01月15日 : 豊田市本新町 - 豊田市東新町 （1.0km）立体交差化[4]

## 交通量
2005年度（平成17年度道路交通センサスより）
平日24時間交通量（台）
- 愛知郡東郷町大字和合 : 45,598
- 愛知郡東郷町大字諸輪字押草台 : 43,276
- 西加茂郡三好町平池（現・みよし市三好町平池） : 42,979
- 豊田市本新町5丁目 : 38,105

## 参考資料
- 国土交通省 中部地方整備局
  - “一般国道153号 豊田西バイパス （道路事業）説明資料” (PDF) (2016年12月16日). 2020年5月10日閲覧。
  - “再評価に係る資料【道路事業】” (PDF). pp. 27-48 (2016年12月16日). 2020年5月10日閲覧。
- 国土交通省 中部地方整備局 名四国道事務所
  - “国道153号豊田西バイパス”. 2017年5月25日時点のオリジナルよりアーカイブ。2020年5月10日閲覧。